# Яблоко (фракция)
Фракция «Яблоко» — депутатское объединение в Государственной Думе Российской Федерации I, II и III созывов, основанное в 1994 году и просуществовавшее до конца 2003 года. Формировалась по результатам всенародных выборов депутатов Государственной Думы 12 декабря 1993, 17 декабря 1995 и 19 декабря 1999 года.
Фракция последовательно представляла в парламенте избирательное объединение «Явлинский — Болдырев — Лукин» (1994—1995), Общероссийское общественно-политическое объединение «Яблоко» (1995—2001) и Российскую демократическую партию «Яблоко». (2001—2003). В голосованиях придерживалась либеральных и демократических установок, выступала в качестве демократической оппозиции президентам Борису Ельцину и Владимиру Путину. Руководитель фракции всех четырёх созывов — Григорий Явлинский.

## Фракция «Яблоко» в Госдуме первого созыва
На выборах 1993 года блок «Явлинский — Болдырев — Лукин» получил 4 233 219 голосов (7,86 %) и 20 мест по общефедеральному округу. Еще 7 кандидатов блока были избраны по мажоритарной системе в территориальных округах. Численность фракции и в начале и в конце созыва составляла 27 человек (из 450). Представители фракции заняли посты руководителей Комитетов по бюджету (Михаил Задорнов) и по международным делам (Владимир Лукин). В январе 1995 года избирательный блок был преобразован в общероссийское объединение, соответствующим образом изменился и статус фракции. Фракция не имела своего представителя среди Заместителей председателя Госдумы. На пост Председателя Госдумы от фракции выдвигался Владимир Лукин, при голосовании он получил 176 голосов — третий результат (после Ивана Рыбкина и Юрия Власова).
Фракция придерживалась мнения о необходимости импичмента и проведения досрочных выборов Президента России, выступала против проектов Государственного бюджета. Дважды большинством голосов поддерживала предложения о вынесении вотума недоверия Правительству.
Представитель фракции Владимир Лукин возглавлял российскую делегацию в Парламентской Ассамблее Совета Европы.

### Изменения в составе фракции
- Цапин, Александр Иванович — вступил во фракцию 1 февраля 1994 года.
- Адамишин, Анатолий Леонидович — сложил депутатские полномочия 11 мая 1994 года. Депутатом стал следующий по списку кандидат — Сергей Митрохин.
- Амбарцумов, Евгений Аршакович — сложил депутатские полномочия 6 июля 1994 года (назначен послом России в Мексике). Депутатом стал Алексей Арбатов.
- Лысенко, Владимир Николаевич — исключен за нарушение регламента фракции 12 июля 1994 года (невыполнение решения о солидарном голосовании против проекта Государственного бюджета). Ранее он подвергался критике со стороны фракции за подписание «Договора об общественном согласии» в личном качестве (фракция приняла решение отказаться от подписания).
- Васильев, Александр Геннадьевич — вступил во фракцию 17 января 1995 года. Ранее входил в депутатскую группу «Новая региональная политика».
- Габоев, Владимир Николаевич — перешел в депутатскую группу «Стабильность» 14 марта 1995 года.

Кроме того, в начале 1994 года в работе фракции (не входя в неё) принимал участие депутат Михаил Сеславинский.

## Фракция «Яблоко» в Госдуме второго созыва
На выборах 1995 года «Яблоко» собрало 4 767 384 (6,89 %) голосов избирателей, заняло 4-е место и получило в новом составе Государственной Думы 31 мандат по пропорциональной системе. Еще 14 депутатов было избрано по мажоритарной системе в территориальных округах. Кроме того, член «Яблока» Петр Шелищ был избран как независимый. Хотя в процентном отношении результат «Яблока» оказался ниже, количество мест в парламенте оказалось больше, чем в первом созыве. Это было связано с тем, что в выборах участвовало 43 избирательных списка, подавляющее большинство из которых набрали меньше 5 % и не прошли в парламент. В связи с этим премия для преодолевших избирательный барьер списков оказалась очень большой.
«Яблоко» во втором созыве достигло максимальной численности и влияния. Представители фракции получили посты председателей нескольких Комитетов Государственной Думы — по бюджету, банкам и финансам (Михаил Задорнов), по международным делам (Владимир Лукин), по природным ресурсам и природопользованию (Алексей Михайлов, Михаил Глубоковский), по экологии (Тамара Злотникова), по проблемам Севера и Дальнего Востока (Борис Мисник). Пост Заместителя председателя Государственной Думы по квоте фракции занял Михаил Юрьев. Два члена фракции вошли в состав правительства — Михаил Задорнов (министр финансов, 1997) и Оксана Дмитриева (министр труда, 1998). Поскольку оба члена фракции заняли посты в правительстве вопреки мнению своих товарищей, они были исключены из Объединения «Яблоко». В сентябре 1998 года лидер фракции Григорий Явлинский стал инициатором назначения Председателем Правительства России Евгения Примакова, в октябре фракция инициировала рассмотрение вопроса о коррупции в правительстве. В 1998—1999 годах член фракции Елена Мизулина была заместителем председателя специальной комиссии Государственной Думы по выдвижению обвинений против президента России Бориса Ельцина. В ходе югославского кризиса фракция выступала против направления российских добровольцев в Югославию и противостояния с НАТО, предрекая бессмысленные потери в случае втягивания страны в войну.
Фракция голосовала против проектов Государственного бюджета, представлявшихся правительством, считая их не стимулирующими развитие страны и провоцирующими финансовый кризис (который и произошел в 1998 году). В 1997 году, выступая в Госдуме при обсуждении бюджета, лидер фракции Григорий Явлинский устроил театрализованное представление — он построил свою речь так, как будто она исходила от имени члена правительства и «признал» все недостатки документа.
В 1999 году 18 членов фракции «Яблоко», включая Явлинского, проголосовали за назначения Владимира Путина Председателем Правительства, 8 воздержались, 19 проголосовали против.

## Фракция «Яблоко» в Госдуме третьего созыва
В ходе избирательной кампании 1999 года «Яблоко» выступило против начала второй войны в Чечне, выдвинув план изоляции Чечни по линии Терека. Поскольку война была популярна в обществе, это повлекло снижение популярности и уменьшение числа голосующих за список. Получив на выборах 5,4 % голосов, «Яблоко» сформировало фракцию в составе 21 человека (3 человека были избраны по одномандатным округам). В течение созыва фракция постепенно уменьшалась. Член фракции Сергей Степашин был назначен Председателем Счетной Палаты, Елена Мизулина и Николай Травкин перешли во фракцию СПС, Петр Шелищ — во фракцию «Отечество».
В 2000 году «Яблоко» поддержало, разработанный при участии депутата фракции М. М. Задорнова, законопроект о введении вместо прогрессивной плоской шкалы подоходного налога с 1 января 2001 года.
После смерти в 2003 году депутата Юрия Щекочихина его место занял Алексей Захаров. Несмотря на то, что в третьем созыве «Яблоко» первоначально не получило ни одного поста председателя комитета (они были разделены в результате сепаратного соглашения между фракциями «Единство» и КПРФ), оно стало в результате самым эффективным депутатским объединением (по соотношению вступивших в силу законопроектов и числа депутатов). Лишь в 2002 году фракция получила один пост председателя Комитета — Комитет по образованию и науке возглавил Александр Шишлов, который в 2003 году был признан «Учительской газетой» политиком года в сфере образования. Заместителем председателя Государственной Думы от «Яблока» на протяжении всего созыва был Владимир Лукин. В ходе работы 3 созыва Государственной Думы фракция активно выступала против принятия закона о разрешении ввоза в Россию иностранных ядерных отходов, законопроектов, посвященных реформе электроэнергетики. Депутат Сергей Митрохин принимал активное участие в разработке нового муниципального законодательства, Алексей Арбатов разработал и внёс в парламент законопроект «О статусе участника боевых действий». Фракция вносила законопроект, предоставляющий отсрочку от службы в армии для молодых людей, работающих учителями в городских школах (соответствующая отсрочка действовала в отношении сельских учителей).
В мае 2000 года 4 депутата фракции «Яблоко» проголосовали за назначения Михаила Касьянова Председателем Правительства, 8 против и 4 воздержались. В 2003 году фракция инициировала рассмотрение вопроса о недоверии правительству Михаила Касьянова. В 2001, 2002 и 2003 годах фракция представляла на рассмотрение парламента альтернативный проект Государственного бюджета, который составлялся под руководством депутата Игоря Артемьева силами партийной Группы экономического анализа и «ЭПИцентра» — партийного НИИ.